# Zapadnonovobritanski jezici
Zapadnonovobritanski jezici, jedna od dviju podskupina Yele-zapadnonovobritanskih jezika, koja obuhvaća dva jezika nekada klasificiranih porodici istočnopapuanskih jezika. Predstavnici su: anem ili karaiai [anz], 550 govornika (2003 SIL); i pele-ata [ata], 2.000 (2007 SIL).